# Soundtrack to Your Escape
Soundtrack to Your Escape (с англ. — «Саундтрек к твоему побегу») — седьмой студийный альбом метал-группы In Flames, вышедший 4 мая 2004 года на лейбле Nuclear Blast.

## Об альбоме
Существует специальная версия альбома с бонус-треком «Discover Me Like Emptiness». Также была издана специальная версия CD, включающая дополнительный DVD-диск с видеоклипами на два первых сингла из альбома («The Quiet Place» и «Touch of Red») и живым выступлением. Кроме того, были сняты видеоклипы на «My Sweet Shadow», «Like You Better Dead», «Borders and Shading» и «F(r)iend».
Альбом долгое время подвергался критике фанатов за «осовремененное» звучание. С другой стороны, альбом был оценен многими как прогресс по сравнению с Reroute to Remain и был хорошо принят критиками, в том числе в таких изданиях, как Metal Hammer и Kerrang!.
Soundtrack to Your Escape достиг #145 номера чарта Billboard 200, #2 Heatseekers Chart и #7 Top Independent Albums charts.

## Список композиций
| №                   | Название                         | Длительность |
| ------------------- | -------------------------------- | ------------ |
| 1.                  | «F(r)iend»                       | 3:27         |
| 2.                  | «The Quiet Place»                | 3:45         |
| 3.                  | «Dead Alone»                     | 3:43         |
| 4.                  | «Touch of Red»                   | 4:13         |
| 5.                  | «Like You Better Dead»           | 3:23         |
| 6.                  | «My Sweet Shadow»                | 4:39         |
| 7.                  | «Evil in a Closet»               | 4:02         |
| 8.                  | «In Search for I»                | 3:23         |
| 9.                  | «Borders and Shading»            | 4:22         |
| 10.                 | «Superhero of the Computer Rage» | 4:01         |
| 11.                 | «Dial 595-Escape»                | 3:48         |
| 12.                 | «Bottled»                        | 4:18         |
| Общая длительность: | Общая длительность:              | 47:02        |

| №   | Название                     | Длительность |
| --- | ---------------------------- | ------------ |
| 13. | «Discover Me Like Emptiness» | 4:17         |

| №   | Название                               | Длительность |
| --- | -------------------------------------- | ------------ |
| 13. | «Watch Them Feed»                      | 3:11         |
| 14. | «Land of Confusion» (кавер на Genesis) | 3:22         |

| №   | Название                                | Длительность |
| --- | --------------------------------------- | ------------ |
| 13. | «Discover Me Like Emptiness»            | 4:20         |
| 14. | «The Quiet Place (Live at Hammersmith)» | 3:35         |
| 15. | «My Sweet Shadow (remix)»               | 4:36         |

| №   | Название                                | Длительность |
| --- | --------------------------------------- | ------------ |
| 13. | «Discover Me Like Emptiness»            | 4:17         |
| 14. | «Clayman (Live at Wacken Open Air 2003» | 4:02         |

| №  | Название                                           | Длительность |
| -- | -------------------------------------------------- | ------------ |
| 1. | «The Quiet Place» (Музыкальное видео)              |              |
| 2. | «Touch of Red» (Музыкальное видео)                 |              |
| 3. | «Watch Them Feed» (Live at Wacken Open Air 2003)   |              |
| 4. | «Only for the Weak» (Live at Wacken Open Air 2003) |              |
| 5. | «The Making of»                                    |              |

| №  | Название                                     | Длительность |
| -- | -------------------------------------------- | ------------ |
| 1. | «System» (Live from Seoul, South Korea)      |              |
| 2. | «Pinball Map» (Live from Seoul, South Korea) |              |
| 3. | «Episode 666» (Live from Seoul, South Korea) |              |

## Участники записи
- Андерс Фриден — вокал
- Еспер Стрёмблад — гитара
- Бьорн Гелотте — гитара
- Петер Иверс — бас гитара
- Даниэль Свенссон — ударные
- Örjan Örnkloo — клавишные и программирование

## Чарты
| Чарт (2004)                            | Высшая позиция |
| -------------------------------------- | -------------- |
| Австрия (Ö3 Austria)                   | 25             |
| Финляндия (Suomen virallinen lista)    | 13             |
| Франция (SNEP)                         | 82             |
| Германия (Offizielle Top 100)          | 28             |
| Венгрия (MAHASZ)                       | 32             |
| Норвегия (VG-lista)                    | 36             |
| Швеция (Sverigetopplistan)             | 3              |
| Великобритания (OCC)                   | 145            |
| США (Billboard 200)                    | 58             |
| США (Billboard Top Heatseekers Albums) | 2              |
| США (Billboard Independent Albums)     | 7              |